# Symfonie č. 36 (Mozart)
Symfonie č. 36 C dur, KV 425, známá také jako Linecká symfonie, je skladba Wolfganga Amadea Mozarta.

## Okolnosti vzniku
Symfonie vznikla během čtyř dnů koncem roku 1783. Mozart ji zkomponoval v rakouském Linci během mezizastávky na své cestě ze Salcburku domů do Vídně. Mozart s manželkou pobývali u hraběte Jana Josefa z Thunu, který již předtím veřejně oznámil uspořádání koncertu u příležitosti příjezd manželů Mozartových do Lince. Wolfgang tak celou symfonii musel zkomponovat za čtyři dny, kvůli dodržení termínu. Linecká premiéra se konala 4. listopadu 1783. Skladba měla další premiéru ve Vídni dne 1. dubna 1784.
Autograf partitury „Linecké symfonie“ se nedochoval, dochoval se ale soubor částí, které Mozart prodal roku 1786 u dvora Fürstenbergů v Donaueschingenu.

## Struktura
Symfonie je zapsána pro 2 hoboje, 2 fagoty, 2 lesní rohy, 2 trubky, tympány a smyčce.
Symfonie má 4 věty:
1. Adagio, 3/4 – Allegro spiritoso, 4/4
2. Un poco adagio F dur, 6/8
3. Menuetto, 3/4
4. Finále (Presto), 2/4

Každá věta kromě menuetu je vystavěna v sonátové formě.
První věta v expozici krátce cituje slavnou sborovou skladbu Hallelujah z Händelova Mesiáše.
Pomalá věta má sicilianový charakter a metrum, které byly v Mozartových dřívějších symfoniích vzácné (použil je pouze v jedné z pomalých vět "Pařížské" symfonie), ale v pozdějších dílech (symfonie č. 38 a 40) se objevují často. 
Další Mozartovou symfonií je Symfonie č. 38. Dílo známé jako "Symfonie č. 37" je totiž z větší části dílem Michaela Haydna.